# USS Enterprise (1776)
Pour les autres navires du même nom, voir USS Enterprise.
L’Enterprise (1776 – février 1777) est le second navire américain à porter ce nom.
C'est un navire corsaire prospère avant d'être acheté par la Continental Navy en 1776.
Commandé par le capitaine James Campbell, le schooner navigue principalement dans la Baie de Chesapeake.
Il convoie les transports, assure des missions de reconnaissance et surveille les côtes pour prévenir les raids des Britanniques.
Le seul témoignage de son service est son retour au sein du Maryland Council of Safety en 1777.
Seuls les navires commissionnés de l'US Navy peuvent porter le préfixe USS (United States Ship). La Navy l'utilise aussi rétroactivement pour ceux commissionnés selon cette pratique.
Comme le premier USS Enterprise était en service en même temps que L'Enterprise de 1776, celui-ci n'a pas pu être commissionné par l'US Navy et ne peut donc utilisé ce préfixe.

## Sources
- (en) Cet article est partiellement ou en totalité issu de l’article de Wikipédia en anglais intitulé « Enterprise (1776) » (voir la liste des auteurs).

- (en)  Cet article contient du texte publié par le Dictionary of American Naval Fighting Ships dont le contenu se trouve dans le domaine public. La référence peut être lue ici.
- (en) « An Enterprise for the Continental Navy », Voyages of the Enterprise, SandcastleVI.com